# Ricco Groß
Ricco Groß (Bad Schlema, 22 agosto 1970) è un ex biatleta ed ex fondista tedesco, tra i più titolati nella storia del biathlon.

## Biografia

### Carriera nel biathlon
Ha iniziato a praticare biathlon a livello agonistico nel 1983 ed è stato membro della nazionale di biathlon della Germania dal 1990 al suo ritiro, nel 2007. Nella classifica generale di Coppa del Mondo è giunto secondo nella stagione 1997-1998. Ha vinto l'oro nella staffetta 4 x 7,5 km alle Olimpiadi di Albertville 1992, Lillehammer 1994, Nagano 1998 e Torino 2006.

### Carriera nello sci di fondo
In carriera ha preso parte anche ad alcune gare della Coppa del Mondo di sci di fondo, ottenendo come miglior piazzamento il 9º posto nella sprint di squadra a tecnica libera di Düsseldorf del 26 ottobre 2003.

### Altre attività
Dopo il ritiro è divenuto commentatore sportivo per una rete televisiva tedesca.

## Palmarès

### Biathlon

#### Olimpiadi
- 8 medaglie:
  - 4 ori (staffetta ad Albertville 1992; staffetta[2] a Lillehammer 1994; staffetta[2] a Nagano 1998; staffetta[2] a Torino 2006)
  - 3 argenti (sprint[2] ad Albertville 1992; sprint[2] a Lillehammer 1994; staffetta[2] a Salt Lake City 2002)
  - 1 bronzo (inseguimento[2] a Salt Lake City 2002)

#### Mondiali
- 20 medaglie:
  - 9 ori (staffetta a Lahti 1991; staffetta[2] ad Anterselva 1995; individuale[2], staffetta[2] a Osrblie 1997; inseguimento[2] a Kontiolahti/Oslo 1999; inseguimento[2], staffetta[2] a Chanty Mansijsk 2003; inseguimento[2], staffetta[2] a Oberhof 2004)
  - 5 argenti (staffetta[2] a Ruhpolding 1996; gara a squadre[2] a Pokljuka/Hochfilzen 1998; individuale[2] a Kontiolahti/Oslo 1999; sprint[2] a Chanty Mansijsk 2003; sprint[2] a Oberhof 2004)
  - 6 bronzi (sprint[2] ad Anterselva 1995; staffetta[2] a Oslo/Lahti 2000; individuale[2] a Chanty Mansijsk 2003; individuale[2], staffetta mista a Hochfilzen/Chanty-Mansijsk 2005; staffetta[2] ad Anterselva 2007)

#### Coppa del Mondo
- Miglior piazzamento in classifica generale: 2º nel 1998
- Vincitore della Coppa del Mondo di individuale nel 1997
- 69 podi (39 individuali, 30 a squadre[3]), oltre a quelli conquistati in sede olimpica e iridata e validi anche ai fini della Coppa del Mondo:
  - 21 vittorie (5 individuali, 16 a squadre)
  - 25 secondi posti (16 individuali, 9 a squadre)
  - 23 terzi posti (18 individuali, 5 a squadre)

##### Coppa del Mondo - vittorie
| Data             | Località          | Nazione    | Specialità                                             |
| ---------------- | ----------------- | ---------- | ------------------------------------------------------ |
| 8 dicembre 1996  | Östersund         | Svezia     | RL (con Peter Sendel, Frank Luck e Sven Fischer)       |
| 15 dicembre 1996 | Oslo Holmenkollen | Norvegia   | RL (con Peter Sendel, Mark Kirchner e Frank Luck)      |
| 9 gennaio 1997   | Ruhpolding        | Germania   | IN                                                     |
| 19 gennaio 1997  | Anterselva        | Italia     | RL (con Mark Kirchner, Carsten Heymann e Frank Luck)   |
| 18 gennaio 1998  | Anterselva        | Italia     | RL (con Peter Sendel, Sven Fischer e Frank Luck)       |
| 3 marzo 1998     | Pokljuka          | Slovenia   | IN                                                     |
| 18 dicembre 1998 | Osrblie           | Slovacchia | RL (con Peter Sendel, Sven Fischer e Frank Luck)       |
| 10 gennaio 1999  | Oberhof           | Germania   | RL (con Peter Sendel, Sven Fischer e Frank Luck)       |
| 14 gennaio 1999  | Ruhpolding        | Germania   | RL (con Peter Sendel, Sven Fischer e Frank Luck)       |
| 24 gennaio 1999  | Anterselva        | Italia     | RL (con Peter Sendel, Sven Fischer e Frank Luck)       |
| 12 gennaio 2000  | Ruhpolding        | Germania   | MS                                                     |
| 13 gennaio 2000  | Ruhpolding        | Germania   | RL (con Frank Luck, Sven Fischer e Peter Sendel)       |
| 15 gennaio 2000  | Ruhpolding        | Germania   | SP                                                     |
| 20 gennaio 2001  | Anterselva        | Italia     | RL (con Marco Morgenstern, Sven Fischer e Frank Luck)  |
| 8 dicembre 2001  | Hochfilzen        | Austria    | RL (con Marco Morgenstern, Michael Greis e Frank Luck) |
| 16 gennaio 2002  | Ruhpolding        | Germania   | RL (con Peter Sendel, Sven Fischer e Frank Luck)       |
| 16 marzo 2002    | Lahti             | Finlandia  | RL (con Michael Greis, Sven Fischer e Frank Luck)      |
| 6 dicembre 2003  | Kontiolahti       | Finlandia  | RL (con Peter Sendel, Sven Fischer e Frank Luck)       |
| 11 dicembre 2005 | Hochfilzen        | Austria    | RL (con Alexander Wolf, Sven Fischer e Michael Greis)  |
| 4 gennaio 2006   | Oberhof           | Germania   | RL (con Alexander Wolf, Sven Fischer e Michael Greis)  |
| 20 gennaio 2006  | Anterselva        | Italia     | PU                                                     |

Legenda:

IN = individuale

SP = sprint

PU = inseguimento

MS = partenza in linea

RL = staffetta